# Zaglyptus nigrolineatus
Zaglyptus nigrolineatus är en stekelart som beskrevs av Gupta 1961. Zaglyptus nigrolineatus ingår i släktet Zaglyptus och familjen brokparasitsteklar. Inga underarter finns listade i Catalogue of Life.